# MSF Tornado Kierspe

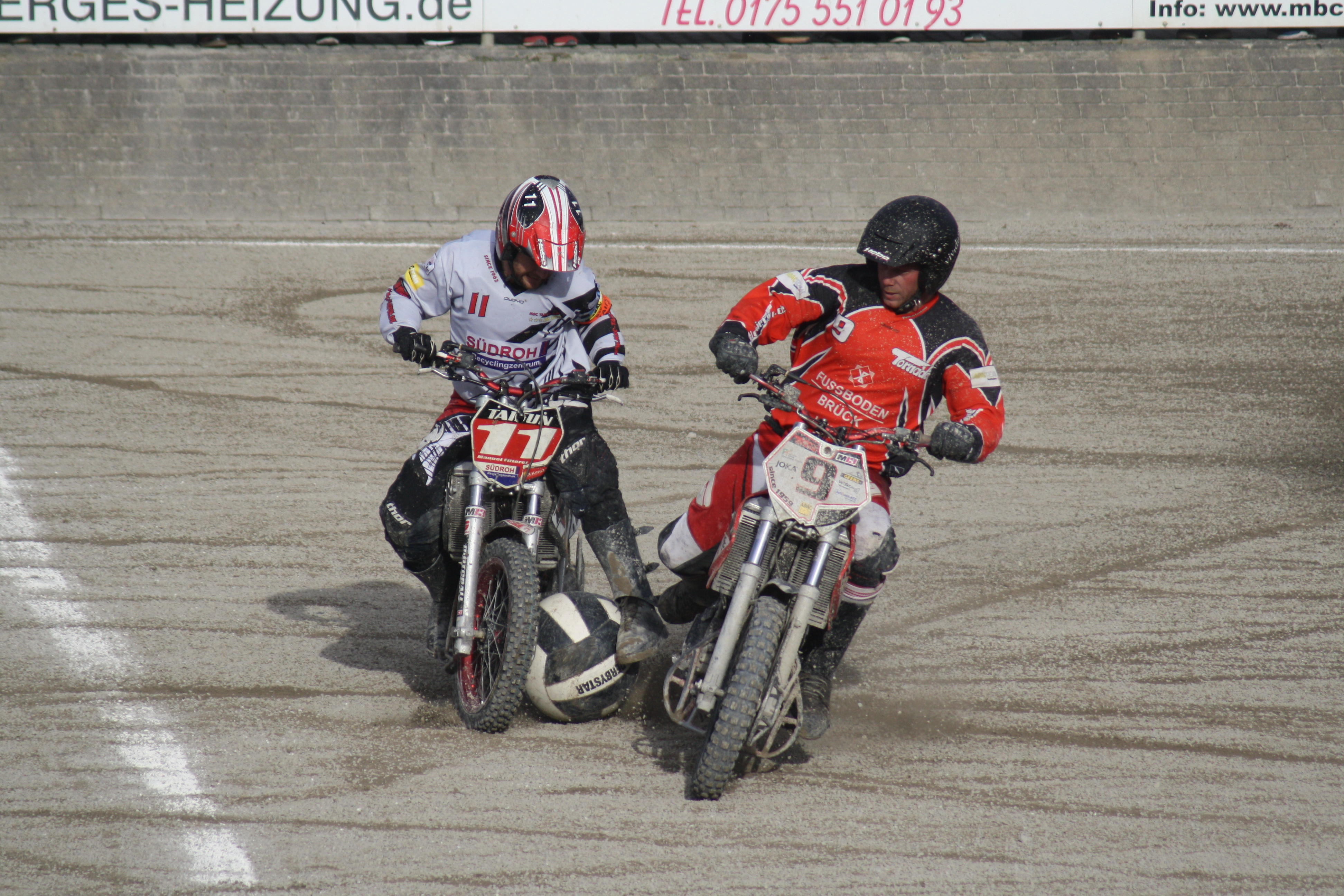
Pascal Loskand von Tornado Kierspe im Zweikampf mit Manuel Fitterer vom MSC Taifun Mörsch

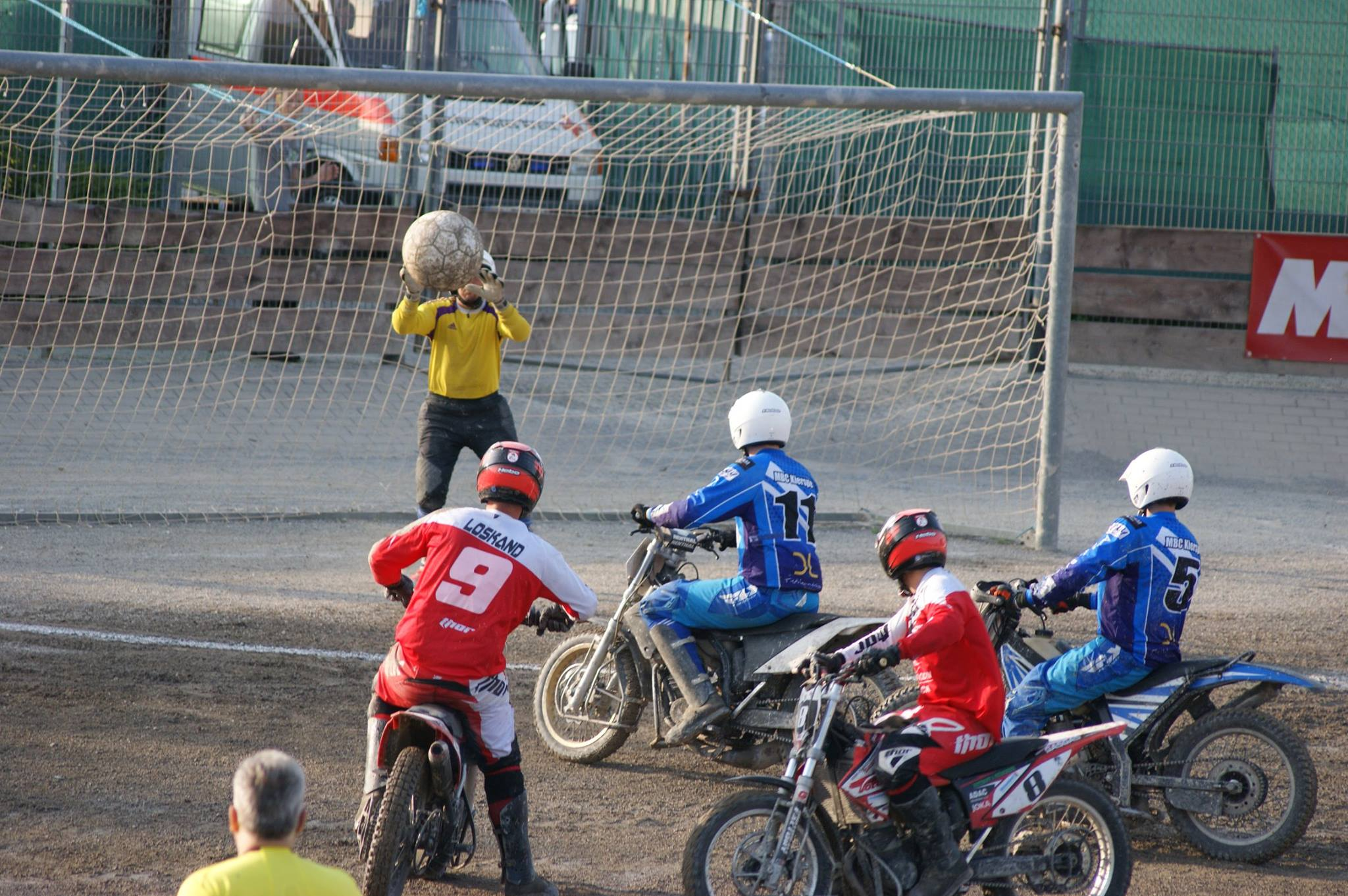
MBC Kierspe gegen MSF Tornado Kierspe in der Motoball-Saison 2017

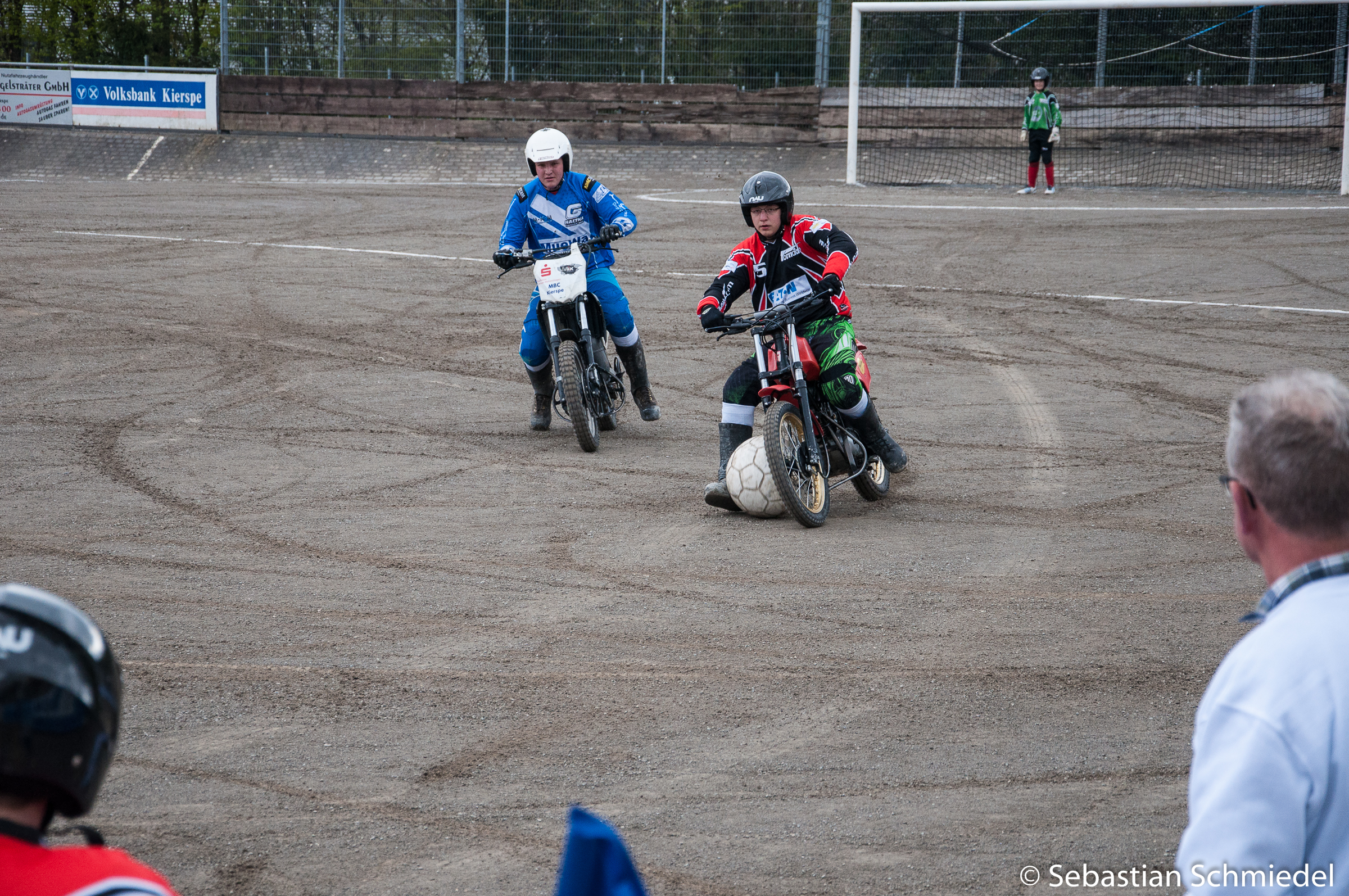
Jugendspieler Kai Schäfer am Ball

Die Motor Sport Freunde Tornado Kierspe sind ein deutscher Verein aus dem Sauerland mit Sitz in Kierspe, Märkischer Kreis in Nordrhein-Westfalen.
Der im ADAC als Ortsklub eingetragene, gemeinnützige Verein nimmt mit seiner Herrenmannschaft jährlich an der Deutschen Motoball-Meisterschaft (DMM / Bundesliga) des Deutschen Motor-Sport-Bunds (DMSB) und dem ADAC-Motoball-Pokal teil. Die Jugendmannschaft beteiligt sich an der Deutschen Jugend-Motoball-Meisterschaft der Deutschen Motor-Sport-Jugend (dmsj). Alle Heimspiele werden in der Motoballarena Kierspe ausgetragen.

## Entstehung
Der MSF Tornado Kierspe wurde am 17. September 1959 unter dem damaligen Namen „Motor Sport Freunde Meinerzhagen“ gegründet. Da der Verein danach in Valbert (Meinerzhagen) an der Ebbehalle eine neue Spielstätte gefunden hatte, wurde der Vereinsname im Jahr 1961 in „Motor Sport Freunde Valbert“ geändert, ehe der Verein im Jahr 1969 nach Kierspe in die Motoballarena „In der Helle“ zog. Mit dem Umzug nach Kierspe ging dann auch die Namensänderung in „Motor Sport Freunde Kierspe“ einher. Im Jahr 1971 traten nach Unstimmigkeiten im Vorstand des MSF Kierspe einige der Mitglieder aus dem Verein aus und gründeten den MBC Lüdenscheid, aus dem später der MBC Kierspe hervorging. Im Jahr 1985 wurde der Vereinsname der MSF Kierspe um Tornado ergänzt.

## Spielstätte
Nach einigen Standortwechseln und nachdem der MSF Tornado Kierspe die letzte, mit dem MBC Kierspe gemeinsam genutzte, Spielstätte aufgeben musste, nutzte man übergangsweise den Sportplatz Haunerbusch, bis beide Vereine in Eigenleistung und mit finanzieller Unterstützung durch den ADAC das Kiersper Motodrom inklusive Vereinsheimen errichteten. Eingeweiht wurde die Sportstätte am 12. Oktober 1997. Das Spielfeld ist in Doppelfunktion ebenfalls ein Regenrückhaltebecken und bietet durch die Lage, etwa einen Meter unter den Zuschauerplätzen, einen guten Blick auf das Spielfeld.

## Erfolge
| Jahr | Erfolg                                        |
| ---- | --------------------------------------------- |
| 1962 | Deutscher Vizemeister                         |
| 1986 | Deutscher Pokalsieger                         |
| 1987 | Deutscher Vizepokalsieger                     |
| 1989 | Norddeutscher Meister                         |
| 1990 | Norddeutscher Meister / Deutscher Vizemeister |
| 1991 | Norddeutscher Meister / Deutscher Vizemeister |
| 1998 | Deutscher Jugend-Pokalsieger                  |
| 1999 | Deutscher Jugend-Pokalsieger                  |
| 2009 | Deutscher Jugendmeister                       |
| 2010 | Deutscher Jugendmeister                       |
| 2013 | Norddeutscher Meister                         |
| 2014 | Norddeutscher Meister                         |
| 2016 | Deutscher Vizepokalsieger                     |